# Bambi-Verleihung 1967
Die 18. Bambi-Verleihung fand am 21. Januar 1967 im Herkulessaal der Münchner Residenz statt. Die Preise beziehen sich auf das Jahr 1966.

## Die Verleihung
1966 war auf eine Bambi-Verleihung verzichtet worden. Daher fand die zweite Bambiverleihung in München erst im Januar 1967 statt. Wieder gab es Neuerungen: Bei den „klassischen“ vier Schauspielbambis, die durch Abstimmungen ermittelt wurden, gab es nun ein silbernes Bambi für den zweiten Platz. In den nationalen Kategorien gab es dabei wenig Neues: Heinz Rühmann und Liselotte Pulver konnten ihre Bambis von 1965 bestätigen. Die silbernen Bambis gingen dabei an Gert Fröbe und Elke Sommer. In die internationalen Kategorien hielten dagegen die Winnetoufilme Einzug. Bei den Schauspielern gewann Pierre Brice das goldene und Lex Barker das silberne Bambi, und Marie Versini holte sich das silberne Bambi bei den Schauspielerinnen. Lediglich Sophia Loren schaffte es auch ohne Beteiligung an einem Winnetoufilm, in diesen Kategorien ein Bambi zu gewinnen.
Die Organisatoren hatten zudem beschlossen, einen Bambi für „herausragende schauspielerische Leistungen“ zu vergeben. Dieser ging an Alexandra Kluge. Wie schon 1965 wurden wiederum zwei mal drei Bambis an „Verdienste Künstler des deutschen Films“ vergeben. Unter den so Ausgezeichneten war auch der 63-jährige Johannes Heesters, der damit sein erstes Bambi gewann; es war beileibe nicht sein letztes. Die anderen verdienten Künstler waren Gustav Knuth und Hubert von Meyerinck, sowie Lilian Harvey, Elisabeth Flickenschildt und Fita Benkhoff.
Franz Burda baute zudem den Showcharakter der Bambiverleihung weiter aus. 1967 gab es Auftritte von Ella Fitzgerald, Duke Ellington und der damals als der „neue Spatz von Paris“ bezeichneten Mireille Mathieu.

## Preisträger
Aufbauend auf der Bambidatenbank.

### Wirtschaftlich erfolgreichster internationaler Film
- James Bond 007 – Feuerball
- My Fair Lady

### Wirtschaftlich erfolgreichster deutscher Großfilm
Winnetou 3. Teil

### Wirtschaftlich erfolgreichster deutscher Normalfilm
Dr. med. Hiob Prätorius

### Künstlerisch wertvollster internationaler Film
Die Liebe einer Blondine

### Künstlerisch wertvollster deutscher Film
Alexander Kluge für Abschied von gestern

### Herausragende schauspielerische Leistungen im Jahre 1966
Alexandra Kluge für Abschied von gestern

### Schauspieler international
Goldener Bambi:  Pierre Brice 

Silberner Bambi: Lex Barker

### Schauspielerin international
Goldener Bambi:  Sophia Loren 

Silberner Bambi: Marie Versini

### Schauspieler national
Goldener Bambi:  Heinz Rühmann 

Silberner Bambi: Gert Fröbe

### Schauspielerin national
Goldener Bambi:  Liselotte Pulver 

Silberner Bambi: Elke Sommer

### Verdiente Künstlerin des deutschen Films
Lilian Harvey

Elisabeth Flickenschildt

Fita Benkhoff

### Verdienter Künstler des deutschen Films
Gustav Knuth 

Hubert von Meyerinck

Johannes Heesters